# Beverly Watkins
Beverly „Guitar“ Watkins (* 6. April 1939 in Atlanta, Georgia; † 1. Oktober 2019 ebenda) war eine US-amerikanische Blues-Gitarristin.

## Werdegang
Beverly Watkins verlor im Alter von drei Monaten ihre Mutter und wuchs bei den Großeltern auf. Ihre erste Gitarre erhielt sie mit neun. Mit zwanzig wurde sie 1959 Band-Mitglied bei den verschiedenen Gruppen von “Piano Red” (Willie Perryman, 1911–1985), von denen Dr. Feelgood & The Interns die bekannteste wurde. Der Titel Doctor Feel-Good schaffte es 1962 auf Platz 66 der Pop-Musik-Charts. Auf der B-Seite ist das Lied Mr. Moonlight zu hören. Watkins arbeitete auch mit B. B. King, Ray Charles und vielen anderen zusammen. Eine lebenslange Freundschaft verband sie mit ihrem Kollegen Albert White.
Im Alter von 60 Jahren veröffentlichte Beverly Watkins bei Music Maker ihr erstes Solo-Album Back in Business, das als bestes Debüt-Album für den W. C. Handy Award nominiert wurde.

## Diskographie
Solo-Alben:
- Back in Business (1999, MM09)
- The Feelings of Beverly “Guitar” Watkins (2004, MM46)
- Don’t Mess With Miss Watkins (2007)
- The Spiritual Expressions of Beverly “Guitar” Watkins (2009, MM108)